# Mustapha Ghorbal
Mustapha Ghorbal (Orano, 19 agosto 1985) è un arbitro di calcio algerino.

## Carriera
Arbitro in Ligue 1 algerina dal 2011, diviene arbitro internazionale FIFA dal 2014.
Nel 2019 viene selezionato per il Mondiale Under-20 in Polonia dove dirige 3 incontri e per la Coppa d'Africa in Egitto dove dirige 4 incontri. Infine arbitra un incontro della coppa del mondo per club in Qatar.
Nel 2020 arbitra la finale della CAF Champions League tra Al-Ahly e Zamalek.
Nel 2021 dirige 2 incontri della Coppa d'Africa in Camerun e 2 incontri della coppa del mondo per club negli Emirati Arabi Uniti.
Viene selezionato per il mondiale di Qatar 2022.